# Парламентские выборы на Украине (1998)
Парла́ментские вы́боры на Украине (1998) — вторые парламентские выборы на Украине после обретения независимости в 1991 году, которые состоялись 29 марта 1998 года. Половина депутатов Верховной Рады избиралась на пропорциональной основе в общегосударственном округе, другая половина была выбрана в 225 одномандатных округах (на предыдущих выборах все депутаты избирались по одномандатным округам). Проходной барьер для партий и блоков составлял 4%. В мажоритарных округах действовала система относительного большинства.

## Результаты
В выборах принимали участие 30 политических партий, 8 из них преодолели четырёхпроцентный барьер. Победу на выборах второй раз подряд одержала Коммунистическая партия Украины с внушительным отрывом.
| Политическая партия или блок | Процент голосов | Выбрано на пропорциональной основе | Выбрано в одномандатных округах | Всего мест |
| --- | --------------- | ---------------------------------- | ------------------------------- | ---------- |
| Коммунистическая партия Украины | 24,65 %         | 84                                 | 37                              | 121        |
| Народный Рух Украины | 9,40 %          | 32                                 | 14                              | 46         |
| Избирательный блок Социалистической партии Украины и Селянской партии Украины «За правду, за народ, за Украину!» - Социалистическая партия Украины - Селянская партия Украины | 8,55 %          | 29                                 | 5                               | 34         |
| Партия зелёных Украины | 5,43 %          | 19                                 | 0                               | 19         |
| Народно-демократическая партия | 5,01 %          | 17                                 | 11                              | 28         |
| Всеукраинское объединение «Громада» | 4,67 %          | 16                                 | 8                               | 24         |
| Прогрессивная социалистическая партия Украины | 4,04 %          | 14                                 | 2                               | 16         |
| Социал-демократическая партия Украины (объединённая) | 4,01 %          | 14                                 | 3                               | 17         |
| Аграрная партия Украины | 3,68 %          | —                                  | 2                               | 2          |
| «Реформы и порядок» | 3,13 %          | —                                  | 3                               | 3          |
| Блок «Трудовая Украина» - Славянская партия - Партия справедливости | 3,06 %          | —                                  | —                               | —          |
| «Национальный фронт» - Конгресс украинских националистов - Украинская консервативная республиканская партия - Украинская республиканская партия                               | 2,71 %          | —                                  | 6                               | 6          |
| Партия труда и Либеральная партия вместе - Либеральная партия Украины - Партия труда                                                                                          | 1,89 %          | —                                  | 2                               | 2          |
| «Вперед, Украина!» - Христианско-демократический союз - Украинская христианско-демократическая партия                                                                         | 1,73 %          | —                                  | 1                               | 1          |
| Христианско-демократическая партия Украины | 1,29 %          | —                                  | 2                               | 2          |
| Блок демократических партий -неп - Демократическая партия Украины - Партия экономического возрождения                                                                         | 1,22 %          | —                                  | 1                               | 1          |
| Партия национально-экономического развития Украины | 0,94 %          | —                                  | —                               | —          |
| Социал-либеральное объединение - «Вече» - Межрегиональный блок реформ | 0,90 %          | —                                  | —                               | —          |
| Партия регионального возрождения Украины | 0,90 %          | —                                  | 1                               | 1          |
| Всеукраинская партия трудящихся | 0,79 %          | —                                  | 1                               | 1          |
| Партия «Союз» | 0,70 %          | —                                  | 1                               | 1          |
| Всеукраинская партия женских инициатив | 0,58 %          | —                                  | —                               | —          |
| Республиканская христианская партия | 0,54 %          | —                                  | —                               | —          |
| УНА-УНСО | 0,39 %          | —                                  | —                               | —          |
| Социал-демократическая партия Украины | 0,32 %          | —                                  | —                               | —          |
| Партия защитников Отечества | 0,30 %          | —                                  | —                               | —          |
| Партия духовного, социального и экономического прогресса | 0,20 %          | —                                  | —                               | —          |
| Партия мусульман Украины | 0,19 %          | —                                  | —                               | —          |
| «Меньше слов» - Свобода - «Государственная независимость Украины» | 0,16 %          | —                                  | 1                               | 1          |
| «Европейский выбор Украины» - Либерально-демократическая партия Украины - Украинская крестьянско-демократическая партия                                                       | 0,13 %          | —                                  | —                               | —          |
| кандидат от Демократической партии Украины | -               | —                                  | 1                               | 1          |
| кандидат от Социалистической партии Украины | —               | —                                  | 1                               | 1          |
| независимые | —               | —                                  | 117                             | 117        |
| Не поддержали ни один список | 5,25 %          | —                                  | —                               | —          |
| Всего | 100,00 %        | 225                                | 220                             | 445        |